# Nemo (canção)
"Nemo" é o décimo single da banda finlandesa de metal sinfônico Nightwish, que foi lançado como parte do álbum Once em 20 de abril de 2004 pela Nuclear Blast. A canção serviu como tema de encerramento do filme americano The Cave, de 2005, sendo que uma versão especial do videoclipe foi produzida contendo cenas do filme.

## Canção e vídeo
"Nemo" significa ninguém em latim, e também é o nome do misterioso capitão em Vinte Mil Léguas Submarinas, de Júlio Verne. Também corresponde a famosa resposta que o herói Odisseu deu ao ciclope Polifemo; no livro Odisseia, quando Polifemo pergunta seu nome, Odisseu responde: "Ουτις", que pode ser traduzido do grego como no-man ou no-one, que inglês significa ninguém, assim quando Odisseu o atacou, Polifemo só pode contar aos amigos que ninguém o atacou. Essa história foi a fonte inspiradora de linhas como "Nemo my name forever more / Nemo sailing home", presentes no meio da canção.
Foi produzido um vídeo caríssimo para "Nemo" em 2004, dirigido por Antti Jokinen, que já trabalhou com artistas como Celine Dion, Eminem e Kelly Clarkson. O cenário do vídeo foi construído por Tuomas Holopainen e Tero Kinnunen, mas Antti fez algumas pequenas alterações. O lançamento oficial do clipe ocorreu em 2 de maio de 2004.

## Faixas
| N.º            | Título                                                 | Compositor(es)    | Duração |  |
| 1.             | "Nemo" (com fade-out)                                  | Tuomas Holopainen | 4:28    |  |
| 2.             | "Planet Hell"                                          | Holopainen        | 4:43    |  |
| 3.             | "White Night Fantasy"                                  | Holopainen        | 4:05    |  |
| 4.             | "Nemo" (versão orquestral)                             | Holopainen        | 4:38    |  |
| 5.             | "Enhanced Part" (report do estúdio / galeria de fotos) |                   | 4:05    |  |
| Duração total: | Duração total:                                         | Duração total:    | 21:59   |  |

## Recepção
"Nemo" debutou nas paradas finlandesas assim que foi lançado, liderando por mais de cinco semanas, ficando num total de 17 semanas nas paradas, permanecendo como o single de maior sucesso do Nightwish na Finlândia até "Amaranth" de 2007, que ficou por 21 semanas nas paradas. No entanto, "Nemo" permanece como o single mais vendido do Nightwish na Finlândia com Disco de Platina, por mais de 13 mil cópias vendidas.
O single ainda figurou em boas posições na Hungria, bem como todos os singles do álbum Once, sendo que tanto "Nemo" quanto "The Siren" atingiram o primeiro lugar. No Reino Unido o single entrou nas paradas em 101º lugar e depois atingiu o 87º lugar, permanecendo na paradas de rock britânicas até maio de 2008, com um pico na oitava posição.

### Desempenho nas paradas
| País          | Parada (2004)            | Melhor posição |
| ------------- | ------------------------ | -------------- |
| Alemanha      | Media Control Charts     | 6              |
| Áustria       | Ö3 Austria Top 40        | 12             |
| Europa        | European Hot 100 Singles | 11             |
| Finlândia     | Suomen virallinen lista  | 1              |
| França        | SNEP                     | 64             |
| Hungria       | Mahasz                   | 1              |
| Noruega       | VG-lista                 | 4              |
| Países Baixos | Dutch Charts             | 64             |
| Reino Unido   | UK Rock Chart            | 8              |
| Suécia        | Svensktoppen             | 12             |
| Suíça         | Schweizer Hitparade      | 14             |

## Créditos
A seguir estão listados os músicos e técnicos envolvidos na produção do single "Nemo":

### A banda
- Tuomas Holopainen – teclado
- Emppu Vuorinen – guitarra
- Tarja Turunen – vocais
- Jukka Nevalainen – bateria, percussão
- Marco Hietala – baixo, vocais